# Lahcen Haddad
Dr Lahcen Haddad est un intellectuel, écrivain et analyste reconnu dont les publications couvrent la géopolitique, les études études africaines et sahéliennes, les politiques de développement et les dynamiques culturelles du Sud global. Polyglotte et prolifique, ses essais et analyses ont été publiés dans des médias internationaux de référence tels que Entrepreneur (anglais), Harvard Business Review (arabe), Challenge (français), Atalayar (espagnol), Morocco World News (anglais) et Asharq al-Awsat (arabe). Depuis plus de trois décennies, il a rédigé de nombreux ouvrages et articles sur la souveraineté, l’identité, les récits postcoloniaux, la gouvernance et les relations internationales.
En plus d’être consultant international en développement social pour la Banque mondiale et professeur invité en entrepreneuriat à la Toulouse Business School ainsi qu’à l’université polytechnique Mohammed-V. Il a également été vice-président de la Société pour le développement international et vice-président du Réseau Parlementaire sur la Banque mondiale et le FMI.
Fort de plus de vingt ans d’expérience internationale préalable, il a travaillé en tant que directeur général, chef de mission et expert en autonomisation des jeunes, planification stratégique, entrepreneuriat, gouvernance financière et développement régional en Afrique de l’Ouest, au Sahel et dans le monde arabe.

## Biographie
Professeur à l’université Mohammed-V de Rabat et à la School of International Training (en) (Vermont, États-Unis), Lahcen Haddad est également directeur du Programme Maroc de World Learning et directeur général de Management Systems International, région Middle East and North Africa.
Titulaire d'un doctorat de l'université de l'Indiana à Bloomington en 1993 et d'un MBA à St. Thomas Aquinas College (en) (New York, en 1999) ainsi que d'un diplôme d'études supérieures de l'université Mohamed-V en 1984, il est membre du bureau politique du Mouvement populaire depuis 2006. Il est membre fondateur de Boujad développement durable depuis 2005.
Il est auteur de plusieurs ouvrages académiques et articles englobant les domaines de la géostratégie, le Sahara occidental, les camps de réfugiés sahraouis à Tindouf , le terrorisme, la paix dans le monde et le développement durable. Il a été directeur du Programme de développement Adros du département du travail américain de 2003 à 2007 et conseiller technique du Programme de réforme sectoriel Traladan Okula en Turquie financé par le gouvernement américain (de 2004 à 2008) et conseiller en entrepreneuriat du programme ALEF de l’USAID de 2005 à 2009.